# Château de Belmont (Andilly)
Le Château de Belmont est un château construit entre les XVIe siècle et XIXe siècle, situé sur la commune de Andilly, dans le département du Val-d'Oise.

## Historique
Le château est édifié à la fin du XVIe siècle et se trouve fortement remanié depuis.
Lorsqu'il sert de résidence à la duchesse de Duras entre 1817 et 1824, François-René de Chateaubriand y séjourne plusieurs fois. 
Ensuite, le château est vendu à Talleyrand, qui y installe sa nièce et maîtresse, Dorothée de Courlande. 
Il passe ensuite à M. Lestapis, ancien receveur général des Basses-Pyrénées, en 1828.
En 1865, le banquier Léon Gay, administrateur du Comptoir national d'escompte de Paris l'acquiert. Il le transmet à son gendre, le banquier Jules Rostand, maire d'Andilly et parent d'Edmond Rostand. À son décès, Jules Rostand le lègue par testament pour une période donnée aux Sœurs de la Providence. En 1970, il revient à la famille Rostand.
Laissé à l'abandon pendant plus de six ans, il est devenu hôtel de luxe, puis a récemment été restauré et transformé en appartements de standing puis en centre de cures.